# Anthurium

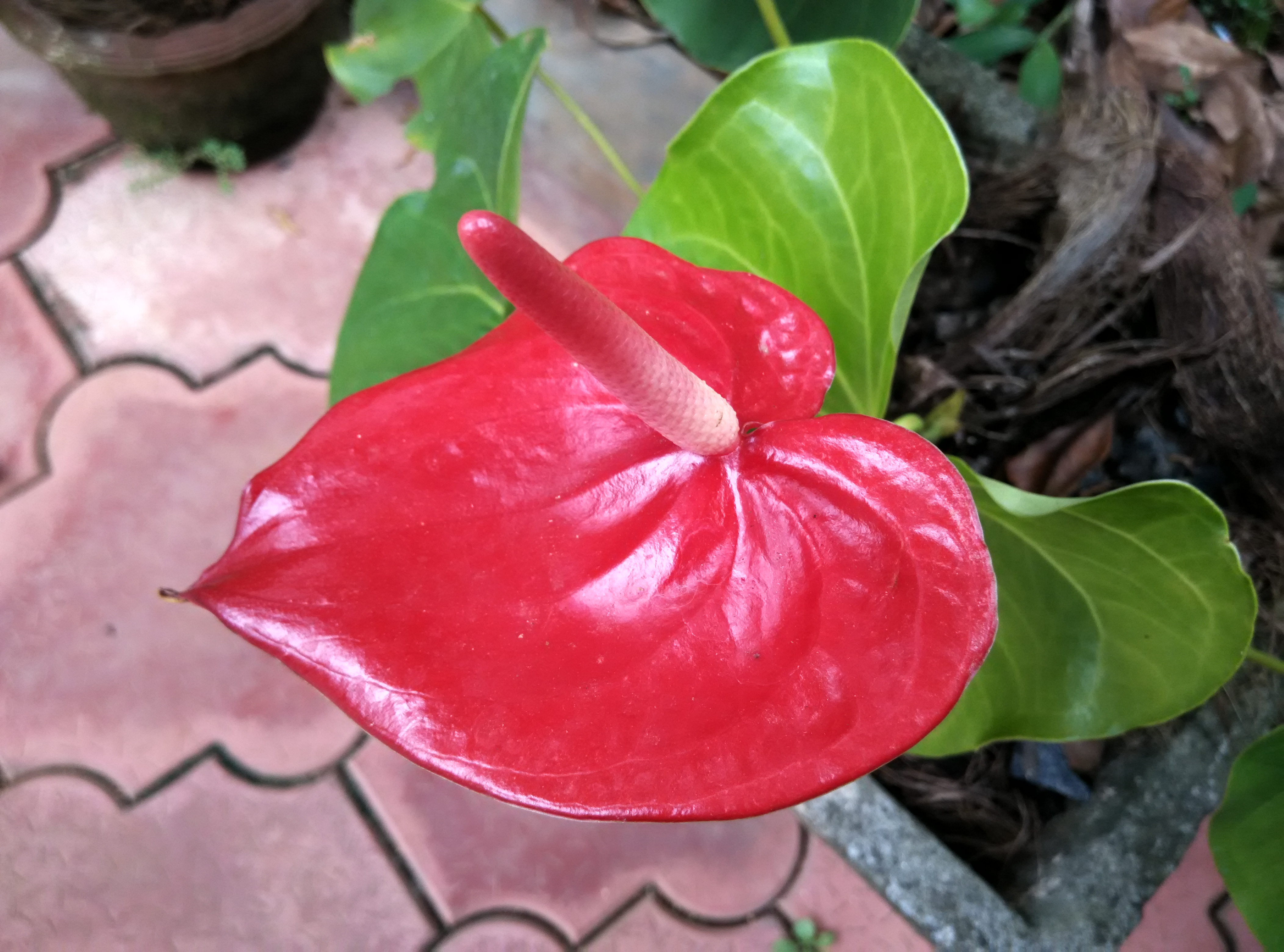

El género neotropical Anthurium consta de 600 a 800 especies, llamadas comúnmente anturios. Inicialmente se descubrió en Costa Rica  aunque es nativo de Colombia, Venezuela y Perú. Es originario de las zonas tropicales y subtropicales de América Central y América del Sur.
Es el género más grande y probablemente más complejo de esta familia. Muchas especies no se han descrito todavía y se encuentran nuevas cada año. Es el único género perteneciente a la tribu Anthurieae.

## Descripción
Son plantas caducas, herbáceas o leñosas, erectas, rastreras o trepadoras, de hojas muy decorativas. Las hojas son de consistencia y grosor notables, ovales, en forma de corazón o punta de flecha, bastante grande, a veces divididas en lóbulos o incluso en forma de mano. La espata, que a menudo se confunde con la flor del anturio, constituye el elemento de mayor curiosidad: puede ser rojo, purpúreo, verde manzana, rosa intenso, casi anaranjado, blanco, negro y amarillo que es muy difícil de conseguir. Son plantas llamativas y su tamaño varía según su especie. Esta planta es nativa de Colombia.

## Cultivo

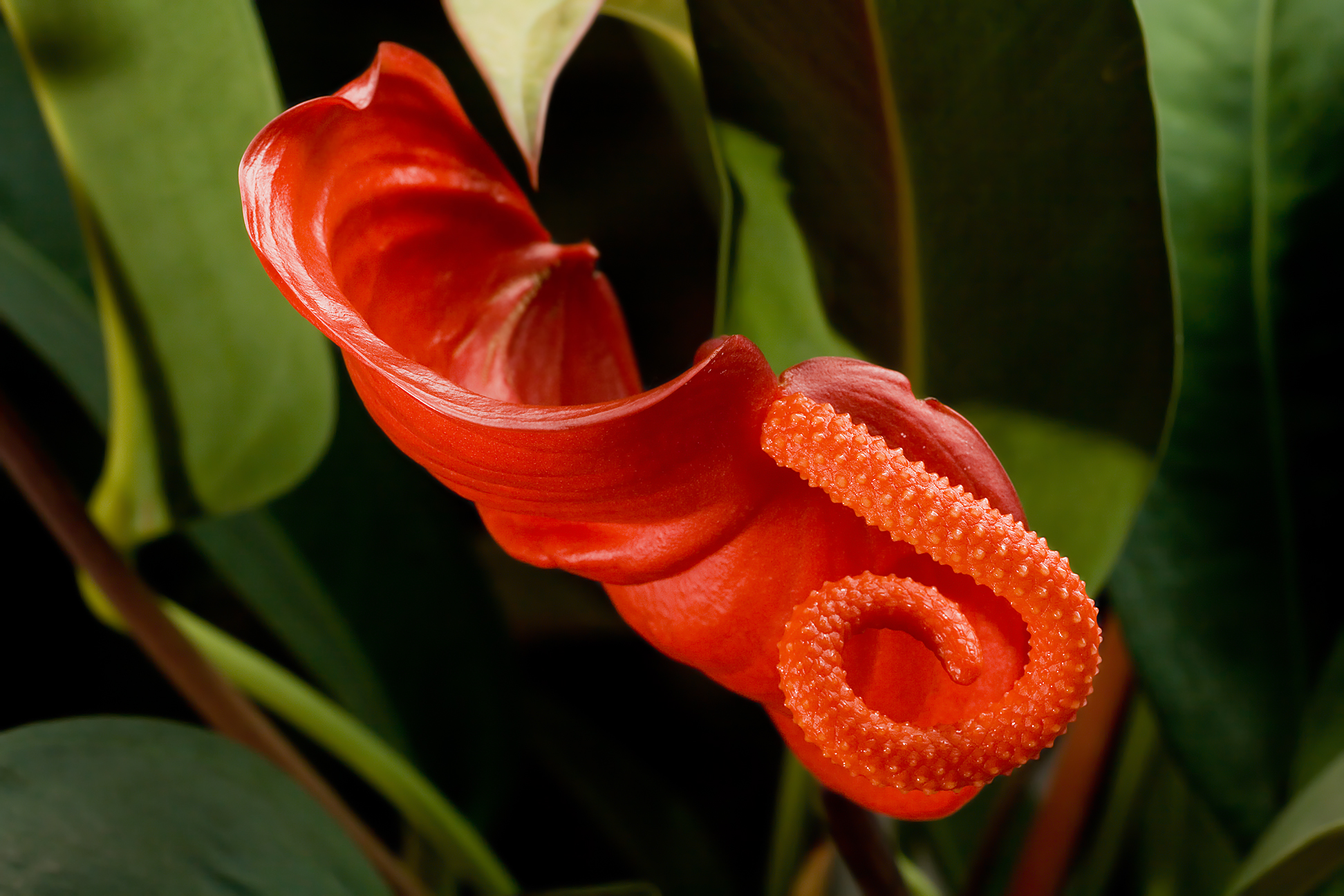
Inflorescencia de Anthurium scherzerianum.

Al igual que otras aroideas, muchas especies de plantas Anthurium pueden cultivarse como plantas de interior, o al aire libre en climas templados en lugares sombreados, entre ellas Anthurium crystallinum y Anthurium clarinervium con sus grandes hojas aterciopeladas de color verde oscuro y venación blanca plateada. Muchos híbridos derivan de Anthurium andraeanum o Anthurium scherzerianum por sus coloridas espatas. Prosperan en suelos húmedos con mucha materia orgánica. En climas más suaves, las plantas pueden cultivarse en macetas de tierra. En interiores, las plantas prosperan a temperaturas de 16-22 °C (61-72 °F) y con menos luz que otras plantas de interior. Si se limpian las hojas con agua, se eliminará el polvo y los insectos. Las plantas en macetas con un buen sistema radicular se beneficiarán de una solución de abono débil cada dos semanas. En el caso de los Anthurium trepadores o enredaderas, las plantas se beneficiarán si se les proporciona un tutor al que trepar.
- Exposición: las macetas con anturio han de estar expuestas a una buena luz, pero no al sol directo, lejos de fuentes de calor; hay que evitar las corrientes de aire y los frecuentes cambios de sitio.
- Terreno: compuesto de 1/3 de musgo de turba desmenuzado, 2/3 de tierra con brezo a la que se habrá añadido un puñado de arena; convendrá extender sobre la tierra de la maceta una capa de musgo de turba para garantizar una discreta y constante humedad.
- Plantación: el trasplante se realiza al final del invierno, después de la floración.
- Cuidados: necesita que el sustrato se mantenga húmedo, jamás encharcado, y las bajas temperaturas le son perjudiciales. Se debe mantener una buena humedad ambiente. Una adecuada insolación con suficiente duración de horas de luz diurna lo hace producir flores. Una insuficiencia de luz hace que no produzca flores.

### Propagación
El Anthurium puede propagarse por semillas o vegetativamente por esquejes. En la producción comercial de Anthurium, la mayor parte de la propagación se realiza mediante cultivo de tejidos.

## Toxicidad
Las plantas Anturio son tóxicas, debido a que contienen cristales de oxalato de calcio. La savia es irritante para la piel y los ojos.

## Usos
El anturio es utilizado como planta de interior, en maceta o en grandes cuencos junto a otras plantas de hojas ornamentales.

## Otros
Un ramo de anturios fue representado por la artista colombiana Beatriz González en su obra de 1987 titulada "Señor presidente, qué honor estar con usted en este momento histórico", alegórica de la masacre del Palacio de Justicia de Colombia, perpetrada entre el 6 y el 7 de noviembre de 1985 en Bogotá. La obra es la segunda homónima de una producida en 1986, en la que González representó al entonces presidente Belisario Betancur (considerado responsable político de la masacre) sonriente y rodeado de miembros de su gabinete y oficiales militares, sentado a una mesa en la que descansaba un cadáver calcinado, en referencia al estado en el que fueron encontradas muchas de las víctimas de esa masacre. En el trabajo de 1987 el cadáver fue remplazado por un ramo de anturios rojos.

## Taxonomía
El género fue descrito en 1829 por Heinrich Wilhelm Schott en Wiener Zeitschrift für Kunst, Literatur, Theater und Mode (3): 828.  La especie tipo es: Anthurium acaule (Jacq.) Schott.

### Historia de la investigación taxonómica
La primera descripción general del género Anthurium junto con una propuesta para su posterior división fue presentada en 1860 por Heinrich Wilhelm Schott en la obra Prodromus Systematis Aroidearum. Schott describió 183 especies de anthurium conocidas en ese momento, divididas en 28 secciones. En 1905, Adolf Engler publicó una revisión del género en Das Pflanzenreich, en la que describió 486 especies e híbridos. En este trabajo, Engler también presentó una nueva propuesta para dividir el género en 18 secciones, basada en las diferencias morfológicas de las plantas. Durante las décadas siguientes, los únicos trabajos sobre anthurium fueron publicaciones sobre el descubrimiento de nuevas especies. Botánicos como Paul Carpenter Standley, Julian Alfred Steyermark y Eizi Matuda hicieron grandes contribuciones en este sentido. A principios de la década de 1980, Thomas B. Croat publicó dos revisiones del género limitadas a 274 especies presentes en México y Centroamérica  y propuso, junto con Richard D. Sheffer, una modificación de la división de género presentada por Engler. Desde la publicación de estos trabajos, Croat, solo o junto con otros botánicos, ha descrito más de 340 especies adicionales de este género.
Posición del género según el sitio sitio web Filogenia de Angiospermas ( sistema APG IV actualizado desde 2016)
Pertenece a la tribu monotípica Anthurieae, subfamilia Pothoideae, familia Araceae, orden Alismatales en el clado monocotiledónea.
División del género según Croat y Sheffer 
Los autores, basándose en los trabajos de Schott y Engler, propusieron dividir el género en 18 secciones, distinguidas principalmente por las características morfológicas de las plantas:
- Tetraspermium Schott: varias especies de plantas con tallos delgados con entrenudos largos, catafilos delgados y caídos, láminas foliares elípticas y puntiagudas en la base cubiertas con puntas glandulares, mazorcas cortas y bayas que contienen al menos 4 semillas; número de cromosomas 2n = 24, 30 ( A. tonduzii Engl. y A. trinerve Miq. en hábitats de Surinam), 48 y 84 ( A. scandens (Aubl.) Engl.);
- Gymnopodium Engl. – una especie ( A. gymnopus Griseb.) una enredadera con entrenudos alargados, catafilos que caen, láminas foliares casi redondas, mazorcas largas colocadas sobre tallos largos y bayas que contienen hasta 4 semillas; número de cromosomas 2n = 30;
- Porphyrochitonum Schott: alrededor de 250 especies de anthurium con tallos delgados con entrenudos cortos, láminas foliares alargadas, sin forma de corazón, cubiertas con puntas glandulares, con una o más venas marginales distintas y bayas que contienen 3 o más semillas; número de cromosoma 2n = 30 (por ejemplo, A. bakeri , A. bicollectivum , A. lancifolium , A. scherzerianum );
- Digitinervium Sodiro: varias especies de plantas con láminas foliares gruesas con puntas glandulares y dos o más pares de venas primarias que crecen abruptamente y se expanden rápidamente en el ápice; número de cromosoma 2n = 28, 29, 30 y 31 (por ejemplo, A. ovatifolium , A. lentii , A. crassifolium , A. lingua );
- Pachyneurium Schott: muchas especies de plantas con tallos cortos, densamente enraizados, que forman una roseta de hojas , con láminas foliares lanceoladas, ovadas o en forma de corazón, sin nervio marginal y hojas jóvenes enrolladas de una manera inusual para las plantas pictóricas, es decir, ambos bordes de la hoja está curvada hacia la vena principal; número de cromosoma 2n = 30 (p. ej. A. affine , A. crassinervium , A. cubense , A. salviniae , A. schlechtendalii , A. ranchoanum , A. schottianum ), así como 48 ( A. jenmanii ) y 60 ( A. crenatum , A. solitarium );
- Polyphyllium Engl. – dos especies ( A. flexile y A. clidemioide ) de tallos muy delgados con numerosas raíces que crecen en forma arqueada a lo largo de los entrenudos, sin formar catafilos sino vainas foliares; número de cromosomas 2n = 60;
- Leptanthurium Schott – una especie ( A. gracile ) que se distingue por raíces cubiertas con una capa de velamen ; número de cromosomas 2n = 20, 40, 60;
- Decurrentia Schott: tres especies ( A. decurrens, A. pittieri y A. guayaquilense ) con entrenudos cortos y pistilos de flores de crecimiento temprano; número de cromosomas 2n = 30;
- Xialophyllum Schott: varias especies con un tallo erecto o trepador con entrenudos largos, láminas de hojas delgadas, más largas que anchas, inflorescencias en su mayoría verdes y frutos verdes o verde amarillentos; número de cromosoma 2n = 30 (p. ej. A. testaceum , A. bredemeyeri , A. caucanum ), 60 ( A. microspadix ) y 63 ( A. pulchellum );
- Polineurio Engl. – varias especies con tallos con entrenudos largos o cortos y láminas foliares delgadas con muchas nervaduras primarias casi paralelas; número de cromosomas 2n = 30 ( A. caperatum , A. ravenii ), 30+2B y 60 ( A. wallisii );
- Urospadix Engl. – la sección más numerosa de plantas caracterizada por tallos cortos con entrenudos cortos y láminas foliares mucho más largas que anchas (generalmente lanceoladas, pero también acorazonadas en la base) con numerosas y distintas nervaduras primarias; número de cromosoma 2n = 30 (p. ej. A. binotii , A. comtum , A. crassipes , A. galeotii , A. miguelianum , A. olfersianum , A. vittariifolium ), 28 y 56 ( A. bellum ) y 124 ( A. lucidium );
- Cardiolonchium Schott: varias especies de tamaño mediano, tallos cortos con entrenudos cortos, pecíolos y brotes de inflorescencias surcados o acanalados, láminas foliares aterciopeladas; número de cromosoma 2n = 30+B (por ejemplo, A. crystallinum , A. magnificum , A. regale , A. warocqueanum );
- Chamaerepium Schott: una especie ( A. radicans ) caracterizada por mazorcas cortas y elípticas; número de cromosomas 2n = 30 o 50;
- Calomystrium Schott enmienda. Engler: muchas especies con láminas foliares en forma de corazón, generalmente gruesas, a menudo cubiertas con puntos claros abaxiales, con idioblastos distintos que contienen rafidos, catafilos persistentes que se secan con la edad y se vuelven de color marrón rojizo o marrón, vainas de inflorescencias en colores pastel, de blanco a profundo. rojo y flores que desprenden un aroma dulce y agradable; número de cromosoma 2n = 30 (por ejemplo, A. andreanum , A. formosum , A. hoffmannii , A. nymphaeifolium );
- Belolonchium Schott enmienda Engl. – varias especies (p. ej. A. bogotense , A. brownii , A. concinnatum , A. gualeanum , A. incurvatum , A. rigidifolium , A. variegatum ) con hojas en forma de corazón y la estructura de otros órganos no les permite ser clasificados en otras secciones; número de cromosoma 2n = 30, 28+1f ( A. patulum ) y 90 ( A. supianum );
- Semaeophyllium Schott: varias especies con láminas foliares claramente tripartitas a trisectoriales y tallos cortos con entrenudos cortos; número de cromosoma 2n = 30 o 60 (por ejemplo, A. falcatum , A. furcatum , A. garagaranum , A. grexavium , A. insigne , A. rimbachii , A. truncicolum , A. tilaranense , A. tridigitatum ), así como 34 y 30+1f ( A. signatum );
- Schizoplacium Schott: siete especies ( A. angustisectum , A. expansum , A. longissimum , S. palmatum , A. pedatum , A. pedatoradiatum y A. podophyllum ) con láminas foliares palmeadas; número de cromosomas 2n = 30, 39;
- Dactylophyllium Schott: varias especies con láminas foliares de trifoliadas a palmeadas (p. ej. , A. brevipedunculatum , A. buchtienii , A. clavigerum , A. croatii , A. eminens , A. kunthii , A. pentaphyllum , A. polydactylum , A. polyschistum ); número de cromosomas 2n = 30, 60.

### Etimología
Anthurium: nombre genérico compuesto de las raíces griegas ᾰ̓́νθος (anthos) 'flor' y ουρά (oura) 'cola', "cola florida", en referencia a la forma de la inflorescencia.

### Sinonimia
- Podospadix Raf.
- Strepsanthera Raf.[17]

## Especies
- Anexo:especies de Anthurium

## Presencia en la cultura y simbolismo
La inflorescencia del anthurium fue supuestamente utilizada por Martín Lutero en el diseño del escudo familiar por su forma de corazón
La inflorescencia de esta planta también forma parte de la decoración de la maza ceremonial del Senado de Trinidad y Tobago

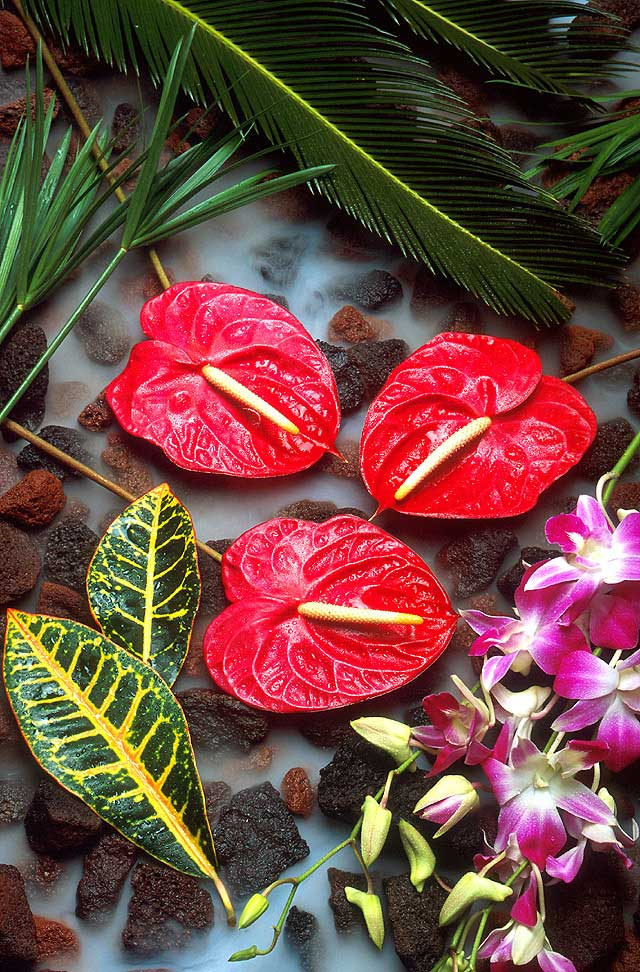
Composición floral con inflorescencias de anthurium
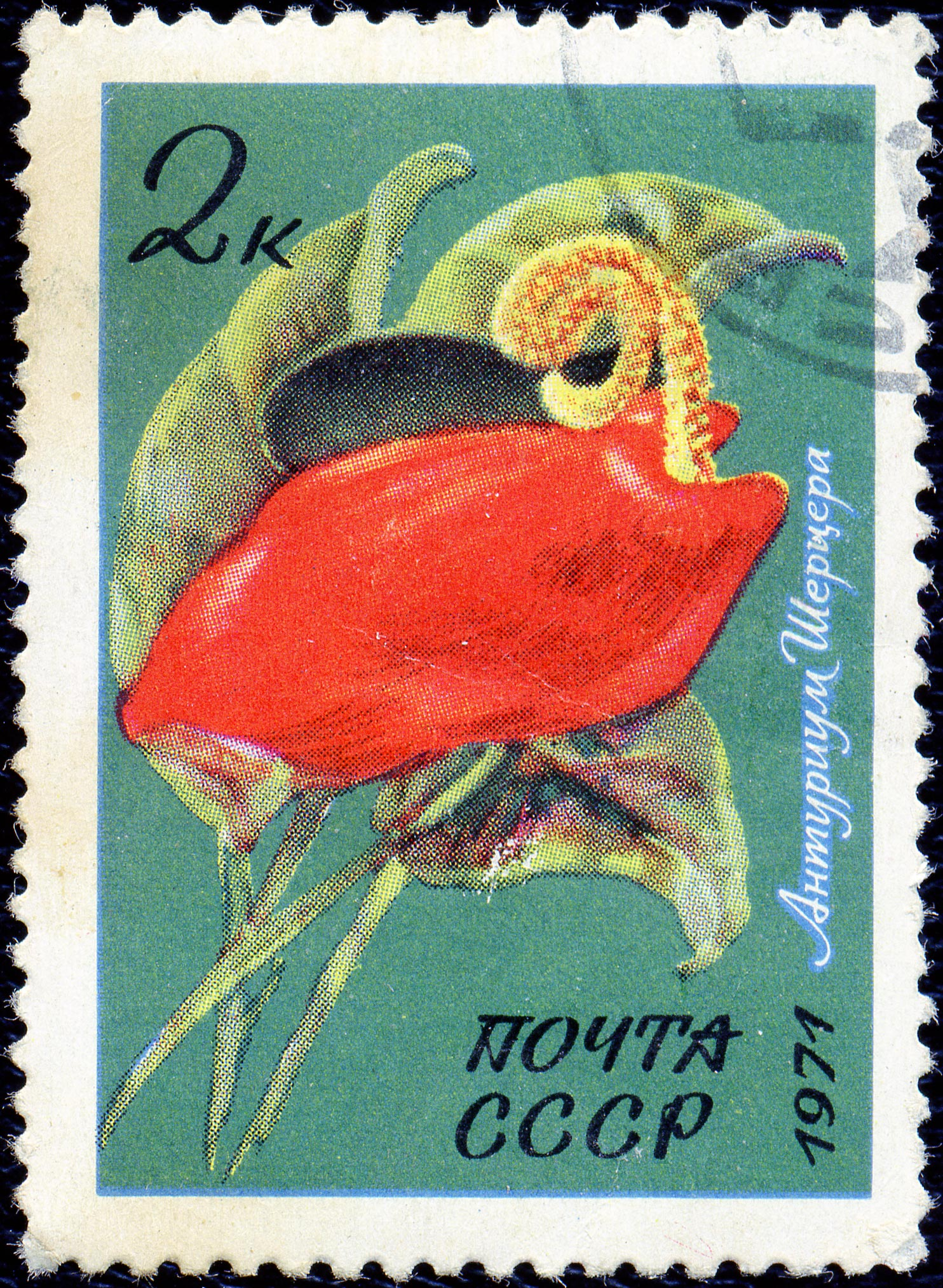
Sello postal de la URSS con una imagen de Anthurium de Scherzer
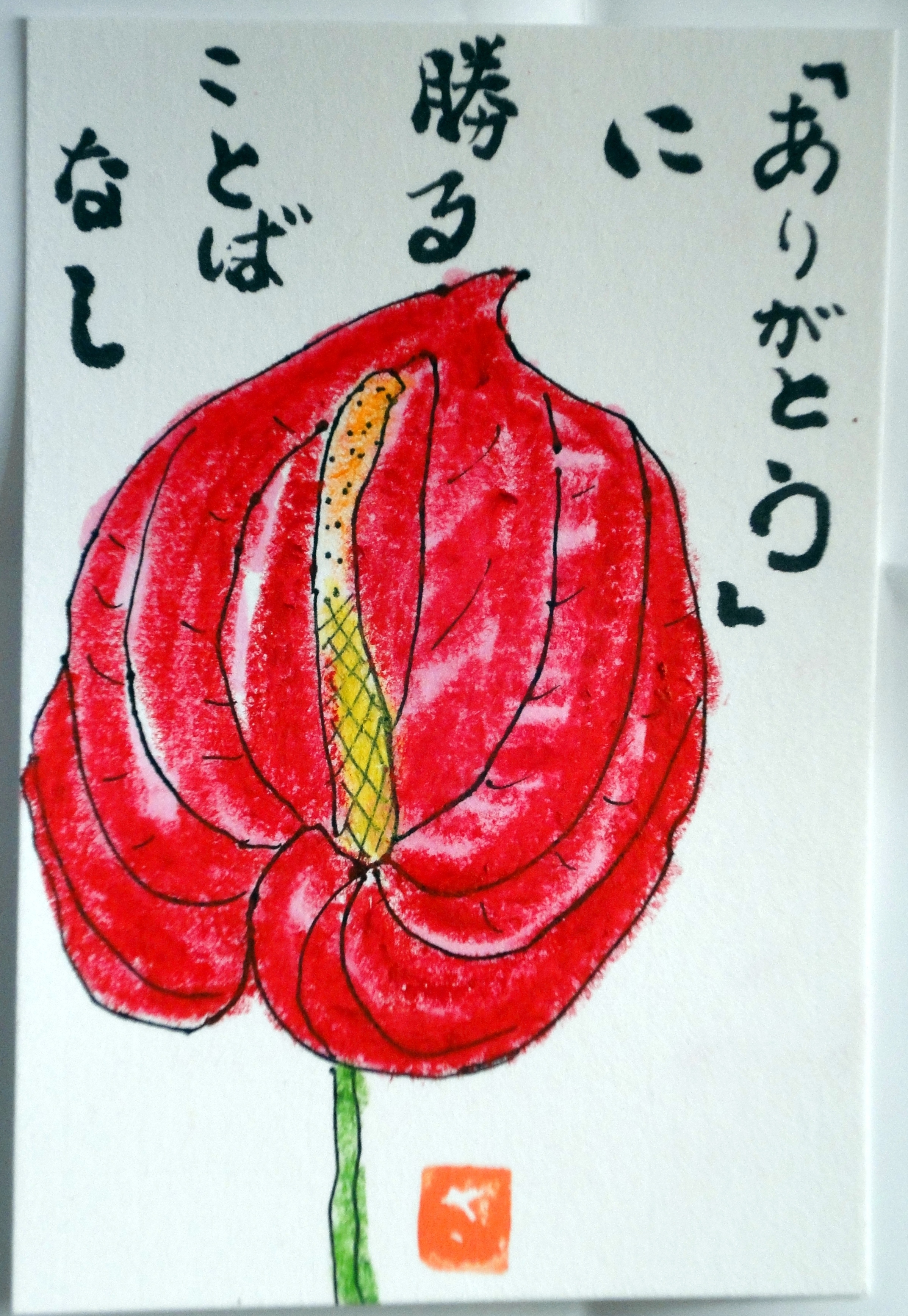
Ilustración japonesa de una inflorescencia de anthurium

## Imágenes

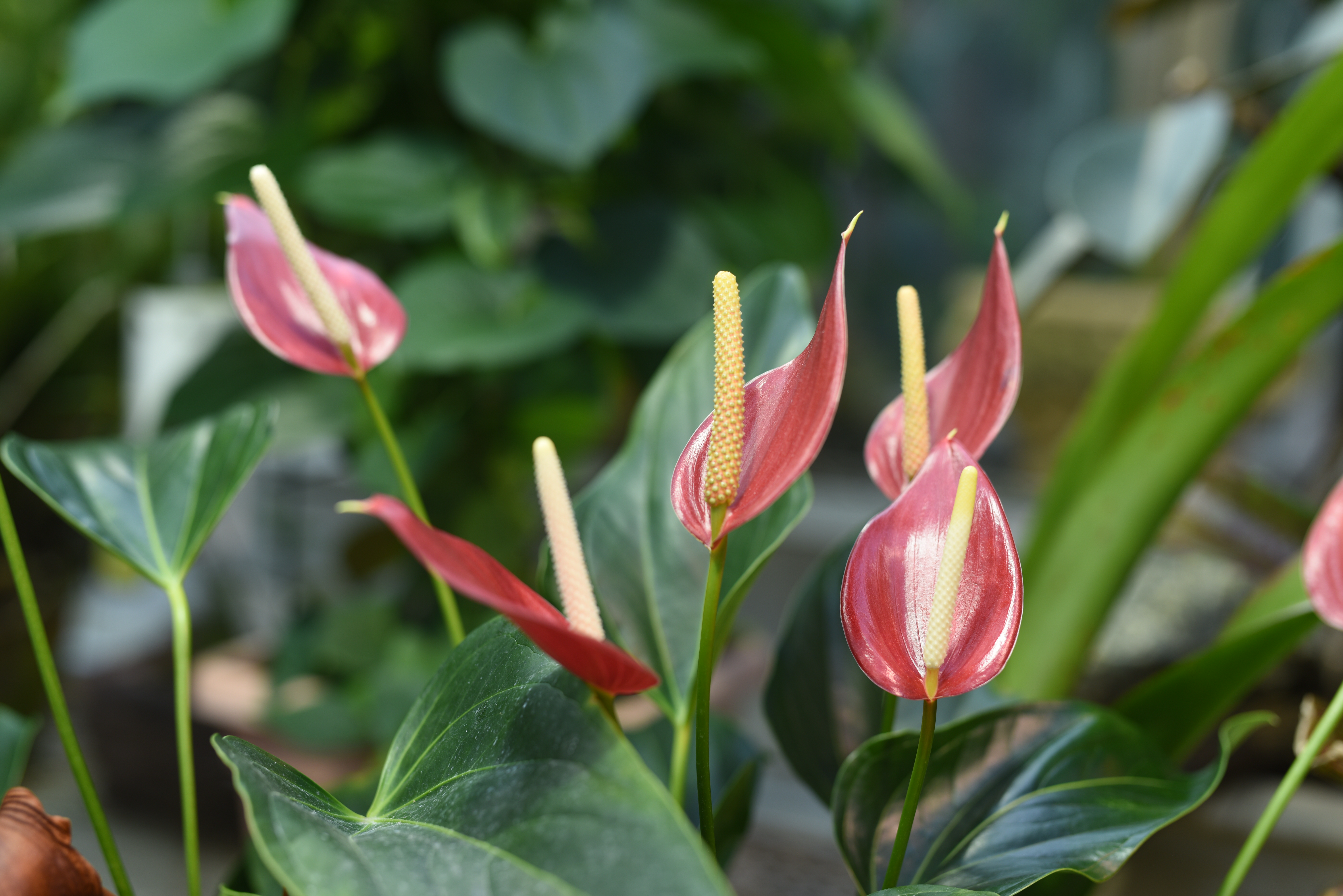
Flor del flamenco (Flamingo Flower)
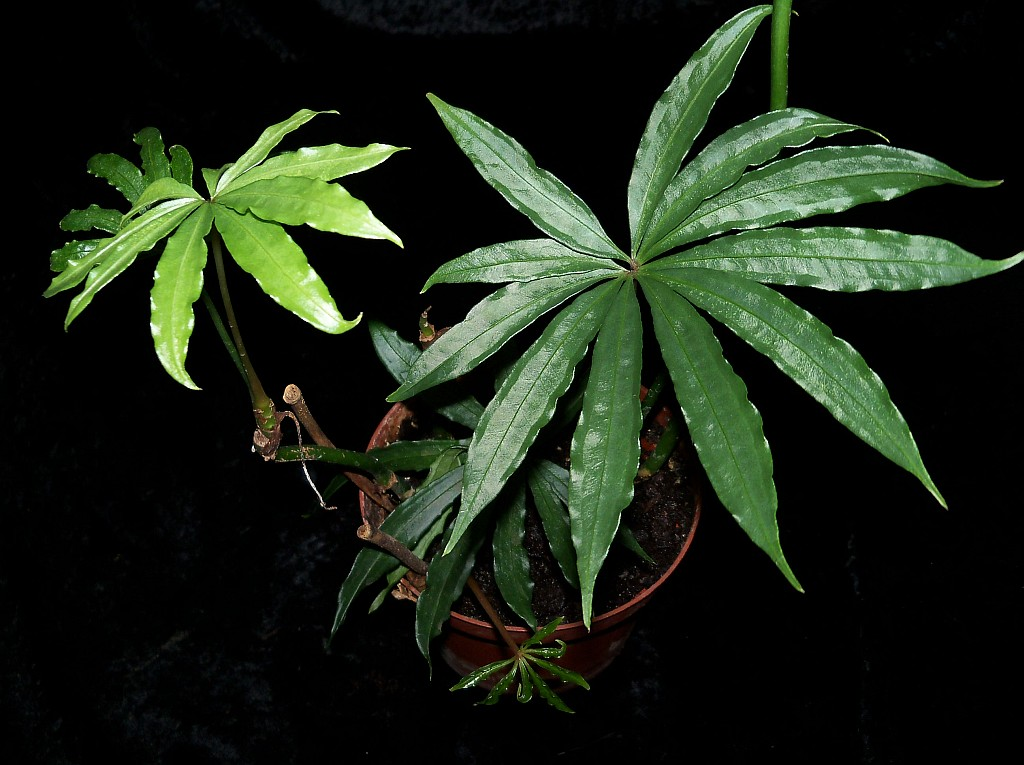
Anthurium polyschistum
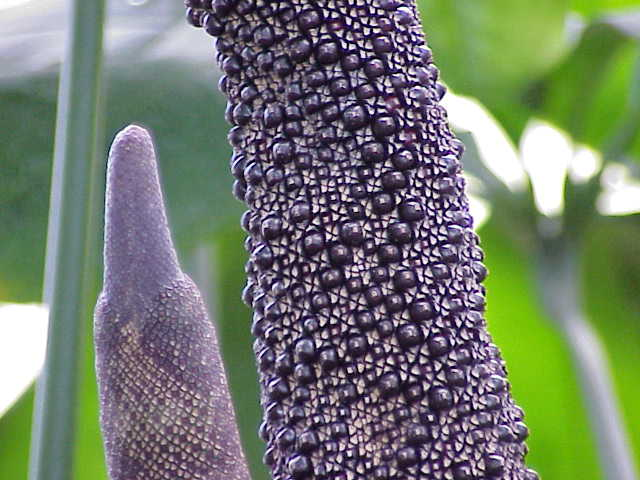
Infloresecencia de Anthurium digitatum
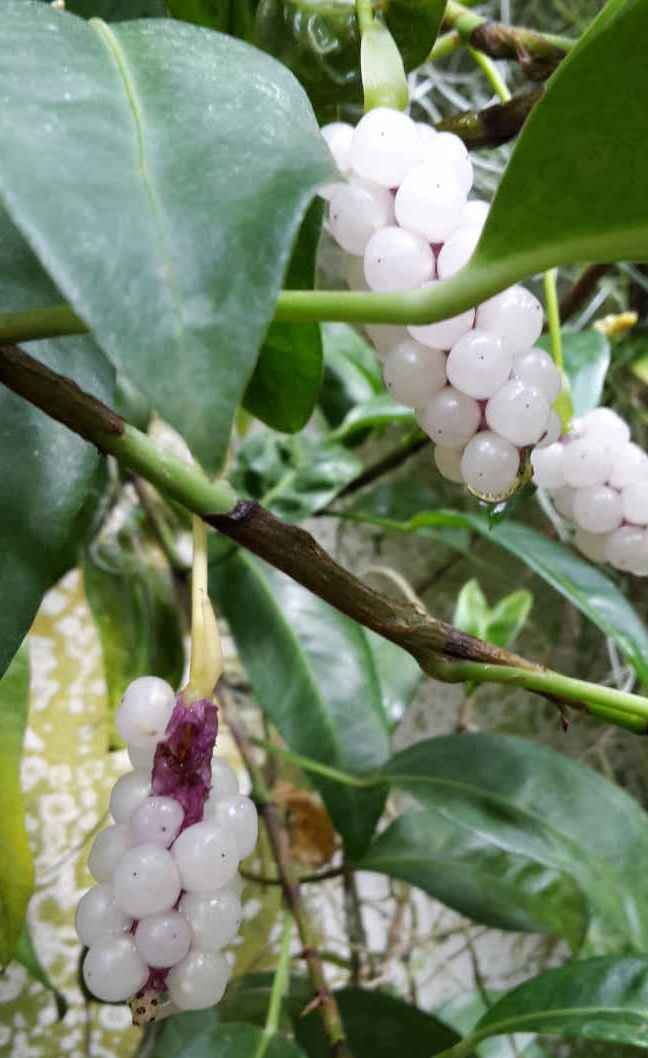
Hojas y flores de Anthurium scandens
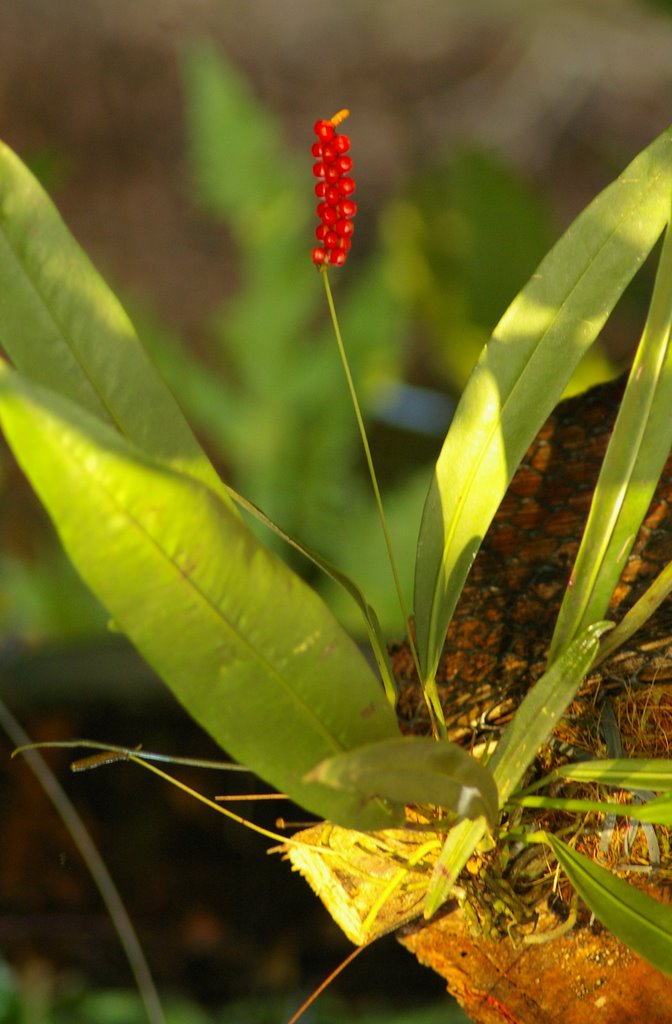
Anthurium gracile
Anthurium andraeanum
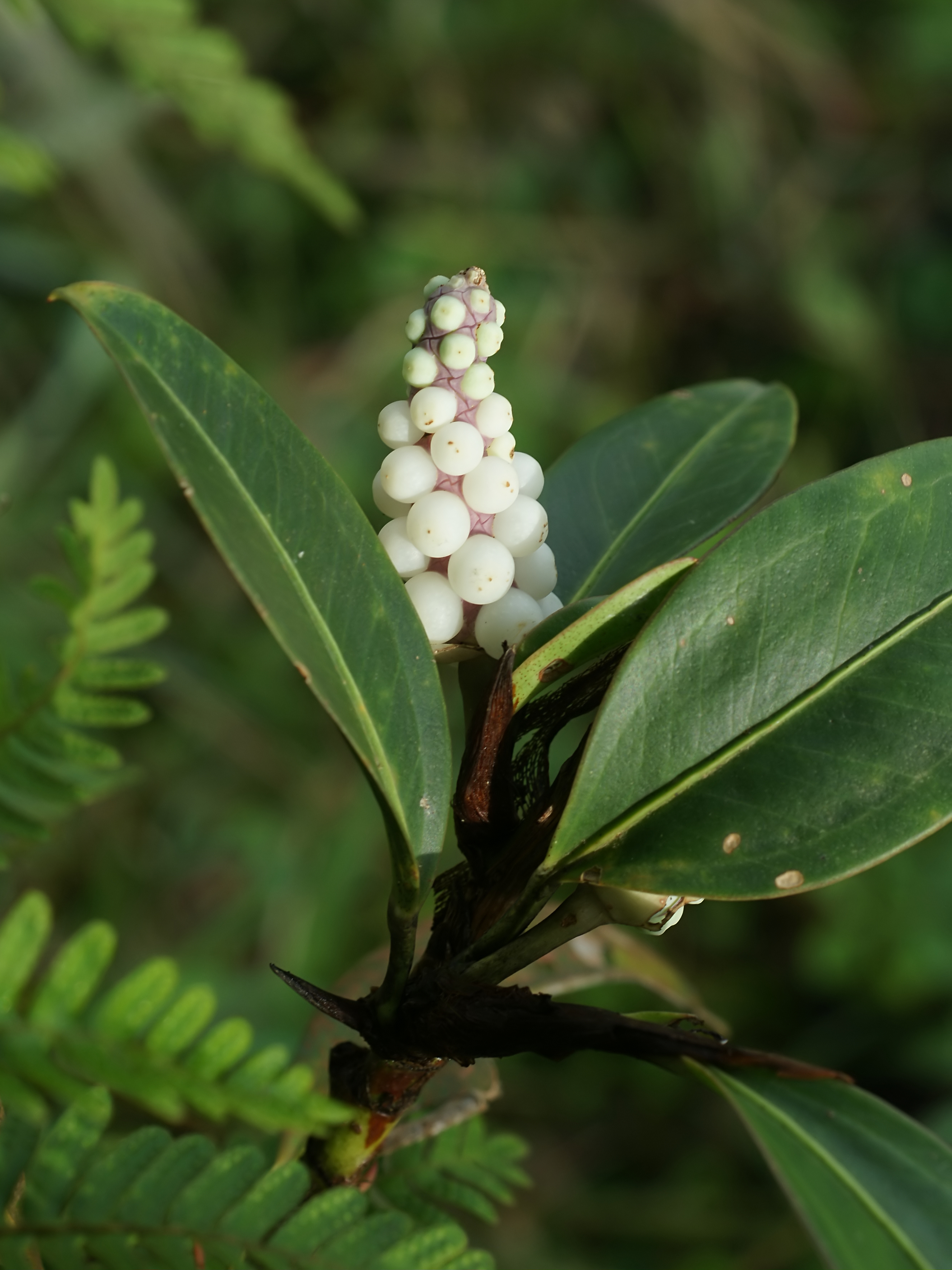
Anthurium obtusum
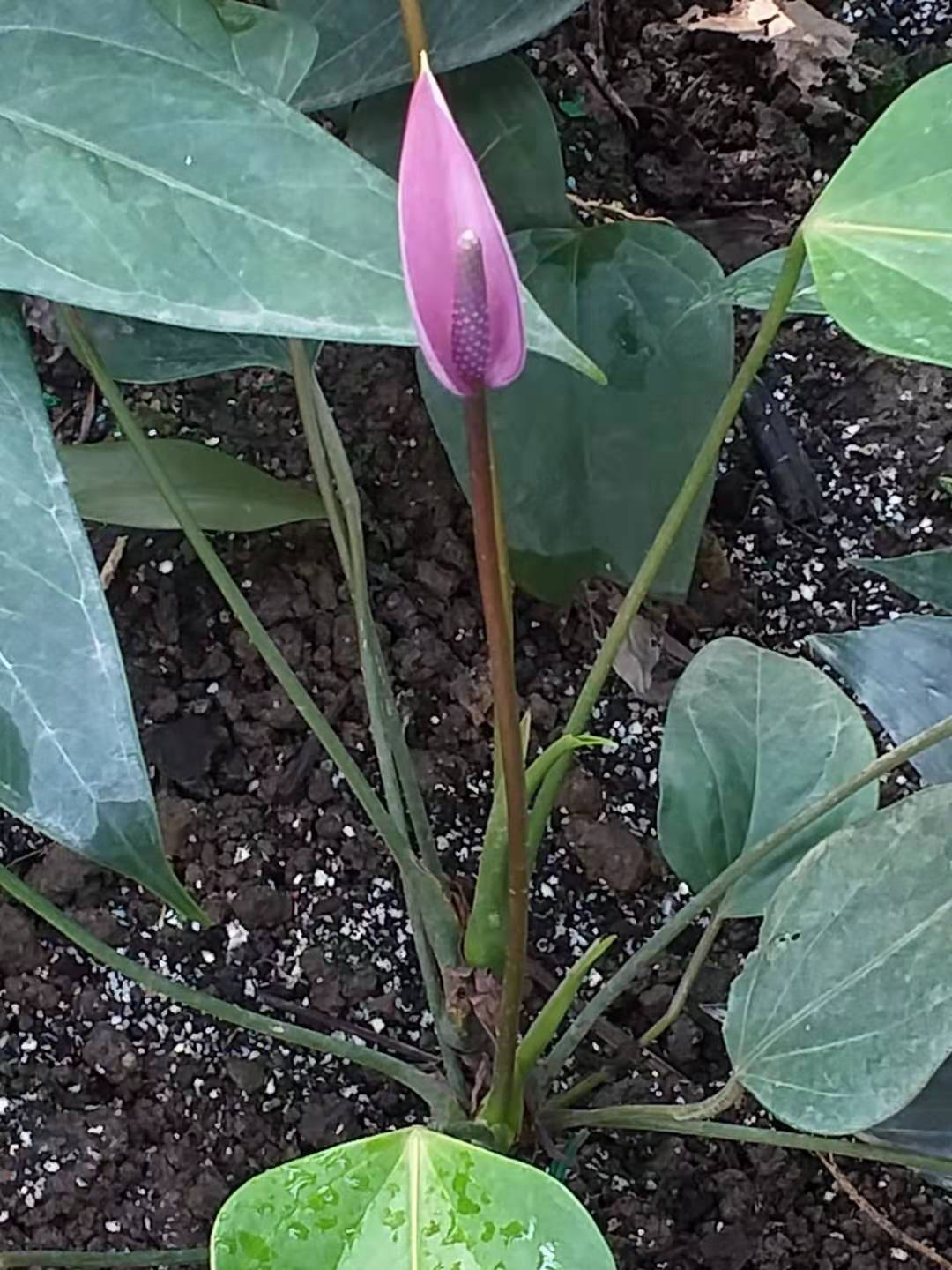
Anthurium andraeanum cv. Previa